# Chicane
 Ikke at forveksle med Chikane.
Nicholas Bracegirdle, kendt under kunstnernavnet Chicane, (født 28. februar 1971) er en engelsk elektronisk musiker, komponist, sang skriver og producer. Han er bl.a. kendt for sit 1996-klubhit "Offshore", der har været inkluderet på et hav af compilations i både chill-out og dance-versioner. 
Desuden coverversionen af Clannads "Theme From Harry's Game", udsendt under titlen "Saltwater" og med Clannads Maíre Brennan på vokal. 
Også Bryan Adams har lagt stemme til et af Chicanes store hits, nummeret "Don't Give Up", der fik stor succes i både Europa og Australien.
i 1997 udgav Chicane sit debutalbum Far From The Maddening Crowds. Det regnes stadig i dag for at være et album, der har stor grundlæggende betydning for trancegenren. Chicanes andet album Behind The Sun udkom i år 2000 og modtog bl.a. en guldplade i hjemlandet. Efter en længere pause udkom det tredje album Somersault i 2007. Kort herefter blev Far From The Maddening Crowds genudgivet pga. stor efterspørgsel. Albummet byder på en ny version af nummeret 'Offshore' – 'Offshore 2007'.
Før Chicane opstod udgav Nick bl.a. produktioner under navnet Disco Citizens. Disse produktioner var dog mindre radiovenlige, hovedsageligt instrumentale og med en stærkere progressiv houselyd.

## Begyndelsen
Efter at have studeret klassisk klaver og guitar i en ung alder, kom Bracegirdles tidlige inspiration fra komponister som 
Jean Michel Jarre, Vangelis og Vince Clarke. Yderligere inspiration blev bl.a. hentet i house gruppen N-Jois hit 'Anthem'. Alt dette var med til at overbevise Nick Bracegirdle om, at starte med at producere melodisk dance musik. I en alder af 12 år lavede han musik i pladestudier og sendte demoer til diverse pladeselskaber.

## 'Offshore' og begyndende succes
Efter nogle år oprettede Nick sit eget pladeselskab 'Modena Records', som har rettighederne til alle hans produktioner. 
Første udgivelse blev Disco Citizens singlen 'Right Here Right Now' i 1995 samt den første Chicane single 'Offshore' i 1996. 
'Offshore' nåede top 12 på den engelske single chart, og top 40 i adskillelige europæiske lande.
Den efterfølgende single 'Sunstroke' nåede lignende placeringer.
I kølvandet på disse udgivelser udkom det første Chicane album 'Far From The Maddening Crowds' i september 1997. Yderligere singler i forbindelse med albummet blev numrene 'Lost You Somewhere', 'Red Skies' og sangen 'Strong in Love', hvoraf sidstnævnte dog ikke er at finde på albummet.

## Samarbejde og flere hits
I 1999 udgav Chicane singlen 'Saltwater', der er baseret på det Keltiske band 'Clannads sang '"Theme from Harry's Game'. Máire Brennan (Enyas søster) leverede vokal. 'Saltwater' overgik alle tidligere singler, da den nåede 6. pladsen på den engelske chart samt nr. 1 på de 5 største engelske dance charts.
Efter at have produceret et remix for Bryan Adams' sang 'Cloud Number Nine', blev Bryan Adams tilbudt, at levere vokalen til numeret 'Don't Give Up'. 'Don't Give Up' blev Chicanes hidtil største hit, da den nåede førstepladsen på den engelske chart, nummer 3 på den amerikanske dance chart og nummer 1 på henholdsvis den australske og russiske chart.
Andet Chicane album 'Behind The Sun' blev udgivet i år 2000. Albummet modtog guldplade i hjemlandet. Fra dette album blev der udgivet yderligere to singler – 'No Ordinary Morning / Halcyon' og 'Autumn Tactics'.

## Problemer
I løbet af årerne 2001 – 2002 blev Nick Bracegirdle involveret i et retsligt opgør med pladeselskabet Xtravaganza. Dette resulterede i, at Chicane forlod selskabet og skrev kontrakt med pladeselskabet Warner Music Group (WEA), i forbindelse med udgivelsen af det 3 album 'Easy to Assemble'. Det var oprindeligt planlagt, at albummet skulle udgives i 2003 og første single 'Love on The Run', nåede dog også at blive udgivet. Den efterfølgende single skulle have været nummeret 'Locking Down', men dette nummer nåede aldrig en officiel udgivelse. 
I forbindelse med udsendelsen af få promoversioner af 'Easy to Assemble', blev albummet lagt ulovligt ud på nettet. Albummet spredte sig hurtigt, og pladeselskabet ville ikke længere være med til en officiel udgivelse. 
Nick bracegirdle afsluttede sin kontrakt med Warner og brugte herefter flere år på diverse juridiske kontroverser.

## Tilbage! (2006 – 2011)
Efter flere års stilhed vendte Chicane i 2006 tilbage med singlen 'Stoned in Love'. Endnu engang have Nick samarbejdet med en stor international kunstner – Tom Jones. 'Stoned in Love' blev udgivet hos Globe Records – et datterselskab af Universal Music Group.
I 2007 forlod Chicane også dette pladeselskab. Det blev offentliggjort, at alle kommende Chicane udgivelser igen ville blive udgivet gennem Nicks eget pladeselskab 'Modena Records'. Singlen 'Come Tomorrow' blev udgivet i juli 2007, efterfulgt af det tredje Chicane album 'Somersault' (Koldbøtte / Saltamortale).
Den 25. august 2008 udgav Chicane singlen 'Bruised Water'. Nummeret var et mixup af Chicanes egen single 'Saltwater' og den amerikanske sangerinde Natasha Bedingfield's nummer 'I Bruise Easily'.
Oktober samme år udgav Nick sit første 'Best Of' album – 'The Best of Chicane 1996 – 2008', der bl.a. også bød på et nummer i samarbejde med Keane – 'Wake Up'.
Over sommeren 2009 blev det offentliggjort, at Nick var i fuld gang med at arbejde på en 'Re-work' EP samt det fjerde Chicane-album. Endvidere nye remixes for den amerikanske elektroniske komponist Brian Wayne Transeau (BT), og den engelske producer William Orbit. 
I forbindelse med den kommende Re-Work Ep, udgav Chicane singlen 'Poppiholla'. Nummeret er et rework af Sigur Ros' produktion 'Hoppipolla'. 'Poppiholla' nåede en respektabel 7. plads på den engelske Top 40 chart.
Efterfølgende single blev 'Hiding All The Stars', der er inspireret af Gary Numan's nummer 'Cars'. 
2010
Den 31. maj 2010 blev titlen på det kommende album Giants annonceret via Facebook samtidig med den kommende single "Middledistancerunner" Owl Citys komponist og producer Adam Young leverer vokal til denne single. I maj udgav Chicane også singlen "Come Back", der var et inspireret af Paul Youngs 80'er hit "Come Back and Stay". Giants og singlen "Middledistancerunner" blev udgivet den 2. august. I november udkom singlen "Where Do I Start", der også indeholdte et remix af bl.a. Armin van Buuren. 
2011
I april blev den kommende single "Going Deep" offentliggjort. Sangen er udarbejdet i samarbejde med den populære engelske rapper og producer – Aggi Dukes. I forbindelse med offentliggørelsen af en opdateret version af Chicanes officielle hjemmeside var det muligt at downloade Chicanes remix af William Orbits nummer "Nimrod" gratis fra siden.
Den 29. juli blev titlen på det kommende Chicane-album afsløret. Albummet Thousand Mile Stare blev udgivet i december 2011.  Single "Going Deep" blev udgivet den 14. august.

## 2012
Fredag den 13. april annoncerede verdens største EDM pladeselskab, hollandske 'Armada Music', at de havde startet et officielt samarbejde med Chicanes engelske pladeselskab 'Modena Records'. Efter allerede at have samarbejdet intensivt de sidste fire år, hvor Armada Music har udgivet Chicanes singler i bl.a. Polen og Belgien, repræsenterer Armada Music nu Chicane på verdensplan.

## Musikstil
Bracegirdle beskriver Chicanes tidlige stil som værende stærkt præget af den afslappende, sommerlige atmosfære han fandt på øen Ibiza, hvor han holdt ferie med familien da han var barn. De første to Chicane albums 'Far From The Maddning Crowds' og 'Behind The Sun' er kendetegnet ved atmosfæriske, afslappende melodier med skiftende humør og tempo. 
Efter udgivelsen af 'Behind The Sun' begyndte Nick at fokusere mere på sit job som kunstner og producer. Bracegirdle selv har nævnt, at han i denne periode bevidst søgte væk fra de oprindelige ibiza-prægede produktioner. Fokus på albummet 'Somersault' var mere Pop / Rock / Vokal prægede dance produktioner i et univers af stærke melodier. 
Senest har Nick udtalt (2009), at han ser Chicane som et projekt hvis produktioner ikke er bundet af nogen bestemt genre, men kendetegnet ved stærke melodier, atmosfære og lang levetid.
På albummet 'Giants' (2010) så man dog Chicane i enkelte af produktionerne vende tilbage til den oprindelige afslappede, chillout, balearic stil.
Med sin kommende udgivelse 'Going Deep' (2011), træder Chicane endnu et skridt væk fra sin oprindelige musikstil. Nick Bracegirdle står dermed ved sin udtalelse om, at Chicanes musik ikke er bundet af nogen bestemt genre. Produktionen er denne gang med rap vokal og kan defineres som en form for 90'er rap-retro-disco-dance i en moderne trance/house "indpakning".

## Live
Chicane optræder live med fuldt band, hvilket vil sige flere forskellige sangere, guitarister, trommeslagere osv. – med Nick Bracegirdle selv på keyboard. 

## Diskografi

### Album
- 1997 – Far From The Maddening Crowds
- 2000 – Behind The Sun
- 2007 – Somersault
- 2010 – Giants
- 2012 – Thousand Mile Stare

### Opsamlingsalbum
- 1999 – Chilled
- 2008 – The Best of Chicane: 1996 – 2008

### Singler
- 1997 – Offshore
- 1997 – Sunstroke
- 1997 – Offshore '97 (med Power Circle)
- 1997 – Lost You Somewhere
- 1998 – Red Skies
- 1998 – Strong in Love (med Mason)
- 1999 – Saltwater (med Moya Brennan)
- 2000 – Don't Give Up (med Bryan Adams)
- 2000 – No Ordinary Morning
- 2000 – Autumn Tactics (med Justine Suissa)
- 2003 – Saltwater 2003
- 2003 – Love on The Run (med Peter Cunnah)
- 2004 – Don´t Give Up 2004 (med Bryan Adams)
- 2006 – Stoned in Love (med Tom Jones)
- 2007 – Come Tomorrow
- 2008 – Bruised Water (vs. Natasha Bedingfield)
- 2009 – Poppiholla
- 2009 – Hiding All The Stars
- 2010 – Come Back
- 2010 – Middledistancerunner (med Adam Young)
- 2010 – Where Do I Start
- 2011 – Going Deep (med Aggi Dukes)
- 2012 – Three (med Vigri)

### Remixes
- 1996: Everything But The Girl – Before Today
- 1996: Furry Phreaks – Soothe
- 1997: BT – Flaming June
- 1998: José Padilla feat. Angela John – Who Do You Love
- 1998: Bryan Adams – Cloud Number Nine
- 1999: Billie Ray Martin – Honey
- 1999: B*Witched – Blame it on The Weatherman
- 2002: Mr. Joshua Presents Vanessa St James – Toujours Le Soleil
- 2004: Enigma – Boum-Boum
- 2008: Natasha Bedingfield – Angel
- 2008: Bryan Adams – She's Got A Way
- 2009: William Orbit – Purdy
- 2009: Frankie Goes to Hollywood – Relax
- 2010: BT – Always
- 2011: William Orbit – Nimrod